# Far Behind
«Far Behind» es una canción de post-grunge de la banda estadounidense Candlebox y el tercer sencillo de su álbum debut homónimo. Es una de las canciones más conocidas de la banda, entrando en las listas en julio de 1993 y permaneció hasta enero del año siguiente, cuando fue lanzado oficialmente como sencillo. Es el hit más alta de gráficos del grupo, alcanzando el puesto #18 en el Billboard Hot 100, después de pasar casi un año en la carta. También alcanzó el #4 y #7 en el Billboard Album Rock Tracks y Modern Rock Tracks gráficos, respectivamente. "Far Behind" también fue incluida en The Best of Candlebox en 2006. Esta canción llegó mejor que cualquier otro sencillo de Candlebox y es a menudo considerado como un elemento básico de rock alternativo de los años 90.

## Antecedentes
«Far Behind» es uno de los pocos hits sencillos de los 90's escritos en homenaje al fallecido cantante Andrew Wood. En una entrevista de 1994 con Playgirl, el líder de la banda Candlebox, Kevin Martin declaró que fue inspirado en dos amigos que tuvieron una sobredosis de heroína y "representa la pérdida de amor entre amigos y tener que quedarse con la sensación de vacío." En una entrevista en el 2008 explicó:
"Escribí 'Far Behind' por Andy Wood. Yo era un gran fan de Malfunkshun y un gran fan de Mother Love Bone y llegué a conocer a Andy al principio de su carrera, cuando yo estaba trabajando en una tienda de zapatos con Susan Silver que estaba administrando Mother Love Bone, Soundgarden y Alice in Chains".

## Video musical
El video fue dirigido por Nick Egan. Se centra principalmente en una antigua casa maltratada y sus habitantes. Al principio, Martin canta con un micrófono con cable mientras caminaba a través de la estructura abandonada. Una mujer alegre joven también se ve sentado en el borde de una piscina al aire libre mugriento, casi vacío. El coro tiene entonces un hombre de salpicaduras de pintura roja en las paredes blancas. Varias personas se ven por toda la casa como un solitario, hombre de aspecto cansado en una bañera que en un momento parece que defenderse de un intento de ahogamiento. Letras de canciones son garabateadas en partes de las paredes, y una bandera estadounidense sirve como telón de fondo para algunas tomas. "Far Behind" salió al aire en gran medida en MTV y fue uno de los videos más solicitados del 1993.

## Apariciones
La canción fue interpretada en el programa Late Show with David Letterman en medio de la promoción de Candlebox. Durante la década de 2000, ha aparecido en varios álbumes recopilatorios de 1990 MTV the First 1000 Years: Rock, Double Shot: Alt Rock, Essential Music Videos: '90s Rock, The Buzz, Buzz Ballads, y Whatever: The '90s Pop and Culture Box. La canción se puede escuchar en un episodio de la serie de HBO Eastbound & Down cuando Kenny Powers va al funeral de Shane en el ejercicio de un boombox en el hombro. En el programa de televisión del canal Syfy Alphas la canción se escuchó en la temporada 2, episodio 4. En Chile, la canción fue la banda sonora de la teleserie Las Vega's de Canal 13

## Lista de canciones
1. «Far Behind» (Álbum Versión) (4:58)
2. «Far Behind»/«Voodoo Child (Slight Return)» (Live) (9:01)
3. «You» (Live) (5:27)

## Posicionamiento en listas
| Año  | Mejores posiciones | Mejores posiciones | Mejores posiciones |
| Año  | US Hot 100         | US Modern Rock     | US Mainstream Rock |
| ---- | ------------------ | ------------------ | ------------------ |
| 1994 | 18                 | 7                  | 4                  |